# Harry Holman
Pour les articles homonymes, voir Holman.
Harry (James) Holman, né le 15 mars 1872 à Conway (Missouri) et mort le 3 mai 1947 à Los Angeles (quartier d'Hollywood, Californie), est un acteur américain.

## Biographie

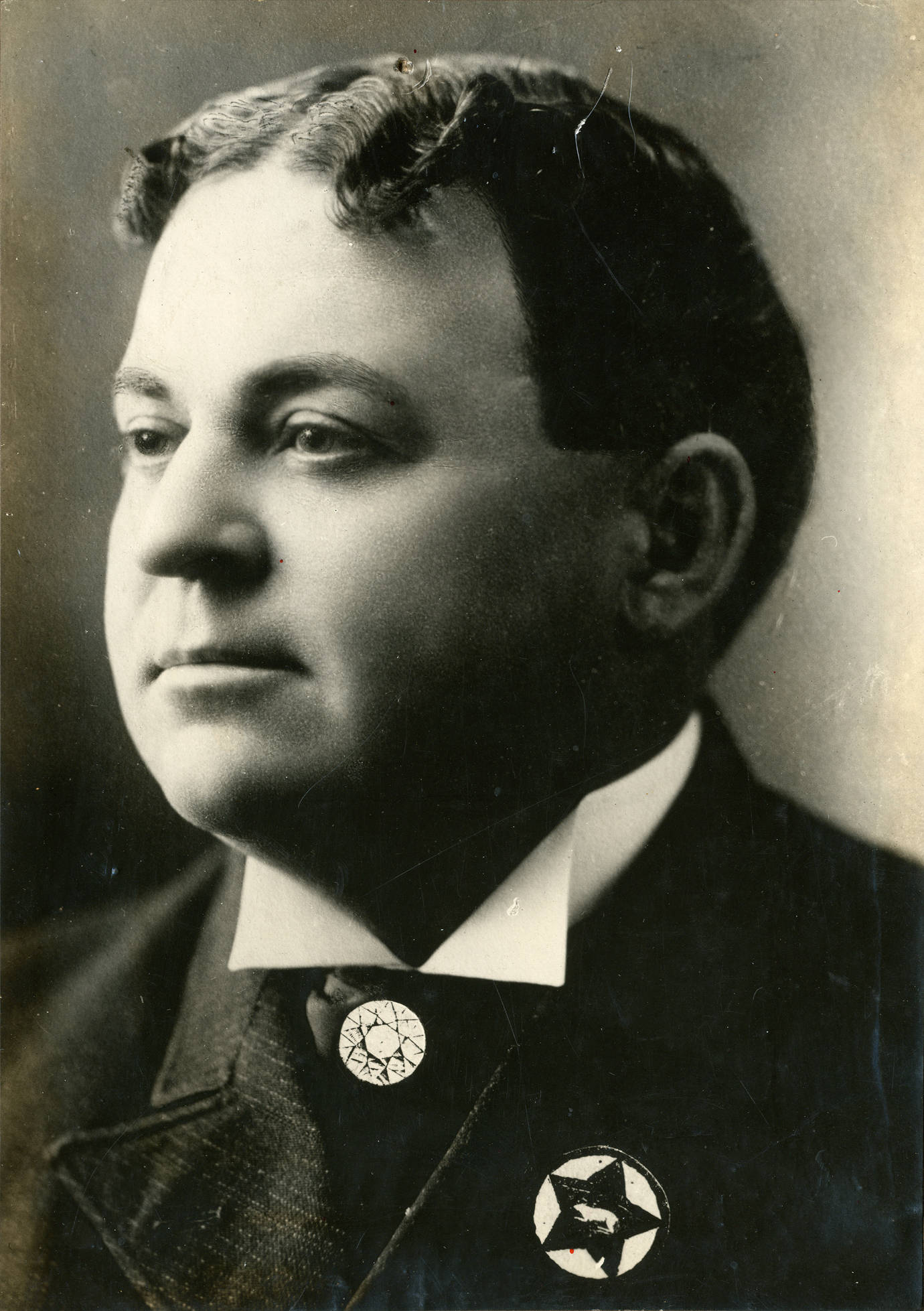
En 1909

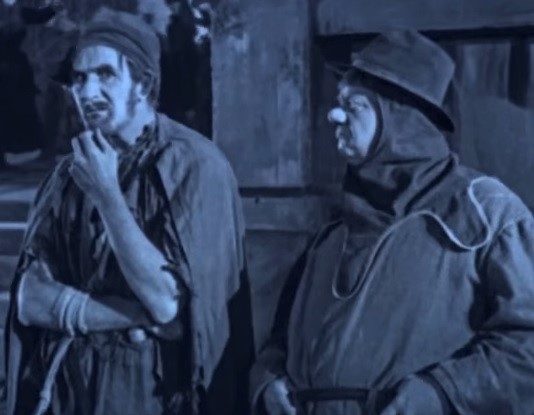
Avec Ernest Torrence (à g.), dans Notre-Dame de Paris (1923)

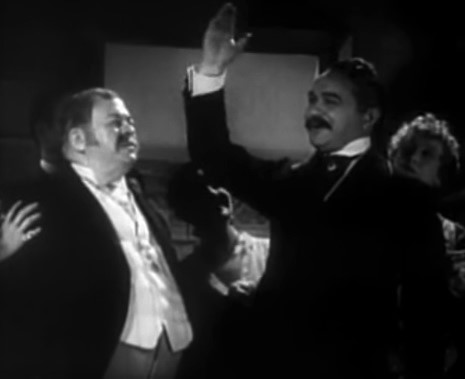
Avec Edward G. Robinson (à d.), dans Valet d'argent (1932)

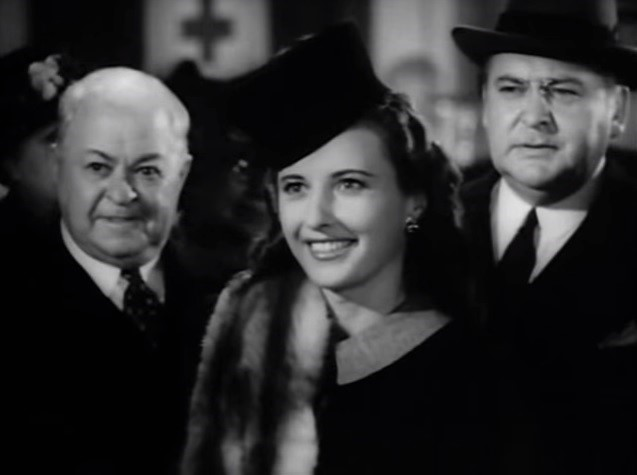
Harry Holman, Barbara Stanwyck et Edward Arnold (de g. à d.), dans L'Homme de la rue (1941)

Harry Holman débute au théâtre, où il est surtout actif dans le répertoire du vaudeville (notons qu'il joue à Broadway dans une pièce représentée en 1903-1904).
Au cinéma, il apparaît pour la première fois — un petit rôle non crédité — dans Notre-Dame de Paris de Wallace Worsley (1923, avec Lon Chaney et Patsy Ruth Miller), son unique film muet. Suivent cent-trente-quatre films parlants américains sortis entre 1929 (un court métrage) et 1947 (Magic Town de William A. Wellman, avec James Stewart et Jane Wyman), année de sa mort à 75 ans.
Il contribue entre autres à six réalisations de Frank Capra, depuis Amour défendu (1932, avec Barbara Stanwyck et Adolphe Menjou) jusqu'à La vie est belle (1946, avec James Stewart et Donna Reed), en passant par L'Homme de la rue (1941, avec Gary Cooper et Barbara Stanwyck).
Mentionnons également Docteur X de Michael Curtiz (1932, avec Lionel Atwill et Fay Wray), In Caliente de Lloyd Bacon (1935, avec Dolores del Río et Pat O'Brien), le western Ville sans loi d'Howard Hawks (1935, avec Miriam Hopkins et Edward G. Robinson), ou encore Fiancée contre remboursement de William Keighley (1941, avec James Cagney et Bette Davis).

## Théâtre à Broadway (intégrale)
- 1903-1904 : The County Chairman (en) de George Ade (en), mise en scène de George F. Marion : Wilson Prewitt

## Filmographie partielle
- 1923 : Notre-Dame de Paris (The Hunchback of Notre Dame) de Wallace Worsley : le gros homme avec Clopin
- 1931 : Peach-O-Reno de William A. Seiter : un conseiller de Jackson
- 1932 : Amour défendu (Forbidden) de Frank Capra : un chroniqueur du journal
- 1932 : L'Âme du ghetto (Symphony of Six Million') de Gregory La Cava : M. Holman, un patient
- 1932 : Mon grand (So Big!) de William A. Wellman : le médecin de campagne
- 1932 : Double assassinat dans la rue Morgue (Murders in the Rue Morgue) de Robert Florey : Victor Dupont, le propriétaire
- 1932 : The Dark Horse d'Alfred E. Green : M. Jones
- 1932 : Docteur X (Doctor X) de Michael Curtiz : Mike, le policier
- 1932 : Les Conquérants (The Conquerors') de William A. Wellman : Stubby
- 1932 : La Ruée (American Madness) de Frank Capra : un solliciteur de prêt
- 1932 : Valet d'argent (Silver Dollar) d'Alfred E. Green : Adams
- 1933 : Le Retour de l'étranger (The Stranger's Return) de King Vidor : Dr Spaulding
- 1933 : Oliver Twist de William J. Cowen : M. Grimwig
- 1933 : Danseuse étoile (Stage Mother) de Charles Brabin
- 1933 : Turn Back the Clock d'Edgar Selwyn : le porte-parole en 1929
- 1933 : La Foire aux illusions (State Fair) d'Henry King : le professeur Tyler Cramp
- 1933 : Le Tombeur (Lady Killer) de Roy Del Ruth : J. B. Roland
- 1933 : Celle qu'on accuse (The Woman Accused) de Paul Sloane : le juge Osgood
- 1934 : New York-Miami (It Happened One Night) de Frank Capra : le gérant du camping
- 1934 : A Very Honorable Guy de Lloyd Bacon : un gros homme
- 1934 : Poste-frontière (en) (Fugitive Road) de Frank R. Strayer : le maire
- 1934 : La Course de Broadway Bill (Broadway Bill) de Frank Capra : Rube, employé du champ de courses
- 1934 : Perdus dans la jungle (en) (The Lost Jungle) de David Howard et Armand Schaefer (serial) : M. Maitland, propriétaire du cirque
- 1935 : Sur le velours (Living on Velvet) de Frank Borzage : un barman
- 1935 : Femmes d'affaires (Traveling Saleslady) de Ray Enright : l'oncle de Pat O'Connor
- 1935 : In Caliente de Lloyd Bacon : Joe Biggs
- 1935 : Welcome Home de James Tinling : Flink
- 1935 : Ville sans loi (Barbary Coast) d'Howard Hawks : le maire
- 1936 : Murder at Glen Athol (en) de Frank R. Strayer : Campbell Snowden
- 1937 : Le Cœur en fête (When You're in Love) de Robert Riskin et Harry Lachman : un frère Babbitt
- 1938 : Western Jamboree (en) de Ralph Staub : « Doc » Trimble
- 1939 : Le Brigand bien-aimé (Jesse James) d'Henry King et Irving Cummings : un conducteur de train
- 1939 : Laissez-nous vivre (Let Us Live) de John Brahm : le juré et homme d'affaires J. B.
- 1939 : Veillée d'amour (When Tomorrow Comes) de John M. Stahl : M. Brown
- 1941 : L'Homme de la rue (Meet John Doe) de Frank Capra : le maire Hawkins
- 1941 : La Fille du péché ou Ouragan sur la Louisiane (Lady from Louisiane) de Bernard Vorhaus : le maire de La Nouvelle-Orléans
- 1941 : Fiancée contre remboursement (The Bride Came C.O.D.) de William Keighley : le juge Sobler
- 1941 : L'Entraîneuse fatale (Manpower) de Raoul Walsh : le juge de paix
- 1942 : Tennessee Johnson de William Dieterle : Morley
- 1943 : Young Ideas de Jules Dassin : l'employé du tribunal Harry
- 1943 : Liens éternels (Hers to Hold) de Frank Ryan : un médecin
- 1944 : Les Aventures de Mark Twain (The Adventures of Mark Twain) d'Irving Rapper : un invité ivre
- 1944 : Le bonheur est pour demain (And Now Tomorrow) d'Irving Pichel : le Père Noël
- 1946 : Sans réserve (Without Reservations) de Mervyn LeRoy : un employé de station-service
- 1946 : La Ville des sans-loi de Tim Whelan : Hodge
- 1946 : La vie est belle (It's a Wonderful Life) de Frank Capra : M. Partridge
- 1947 : La Cité magique (Magic Town) de William A. Wellman : le maire